# Malo (plaats)
Malo is een bestuurslaag in het regentschap Bojonegoro van de provincie Oost-Java, Indonesië. Malo telt 1523 inwoners (volkstelling 2010).